# Alexander Placide
Alexandre Placide, född 1750, död 1812, var en fransk skådespelare, dansare, akrobat och pantomimartist. 
Han debuterade på Nicolet Theatre 1770. Han var verksam i England 1780–1788, och därefter i Saint Domingue, där han drev ett sällskap som uppträdde med akrobatik, pantomim och lindans. Han flydde från den haitiska revolutionen till USA, där han en tid uppträdde med Old American Company i New York. Han var uppträdde under denna tid ofta tillsammans med sin kärlekspartner, ballerinan Suzanne Douvillier, som kallades Madame Placide. 
År 1794 engagerades han av John Sollée för att uppträda på Charleston French Theatre (även kallad City Theatre). Han gjorde succé, och engagerades 1795 av Thomas Wade West på Charleston Theatre. Han övergavs av Suzanne Douvillier 1796 och gifte sig då omedelbart med skådespelaren och sångerskan Charlotte Wrighten Placide (1776–1823). Paret fick barnen Caroline Placide, Henry Placide, Jane Placide, Eliza Placide och Tom Placide, som alla blev framgångsrika skådespelare i Sydstaterna. 
John Sollé fick år 1796 teatermonopol i Charleston, och när han gjorde konkurs 1799, köpte Placide hans monopol tillsammans med kollegorna Edward Jones och John Brown Williamson, och blev därmed ägare av stadens båda teatrar City Theatre och Charleston Theatre. Han antog den engelska formen av sitt namn, Alexander, och hade då sedan sitt äktenskap börjat spela engelskspråkig teater. Teatrarna formade Charleston Company, som också uppträdde i Savannah i Georgia (från 1801) och Richmond i Virginia (från 1804). Efter hans död övertogs teatrarna av änkan, som dock tvingades ge upp dem 1813.